# James Rumbaugh
James Rumbaugh (Bethlehem, 22 augustus 1947) is een Amerikaanse informaticus bekend als ontwerper van de objectgeoriënteerde modelleertaal Object Modeling Technique (OMT) en als medeontwikkelaar van de Unified Modeling Language.

## Biografie
James Rumbaugh is geboren in Bethlehem in Pennsylvania in 1947. Hij studeerde natuurkunde aan de Massachusetts Institute of Technology (MIT) en behaalde hier een BA diploma. Hij studeerde verder astronomie aan de California Institute of Technology (Caltech) en behaalde hier zijn masterdiploma. Terug aan de MIT promoveerde hij in de informatica in 1975 op de dissertatie A Parallel Asynchronous Computer Architecture For Data Flow Programs. Hierin formuleert hij de grondbeginselen van een dataflow computerarchitectuur, en hij geldt dan ook als een van de uitvinders van dit architectuurtype.
Vanaf 1969 werkt Rumbaugh meer dan 25 jaar voor General Electric in het onderzoek- en ontwikkelingscentrum in Schenectady nabij New York. In oktober 1994 start hij bij de Rational Software Corporation en blijft hier werken ook na de overname van IBM in 2003.

## Werk

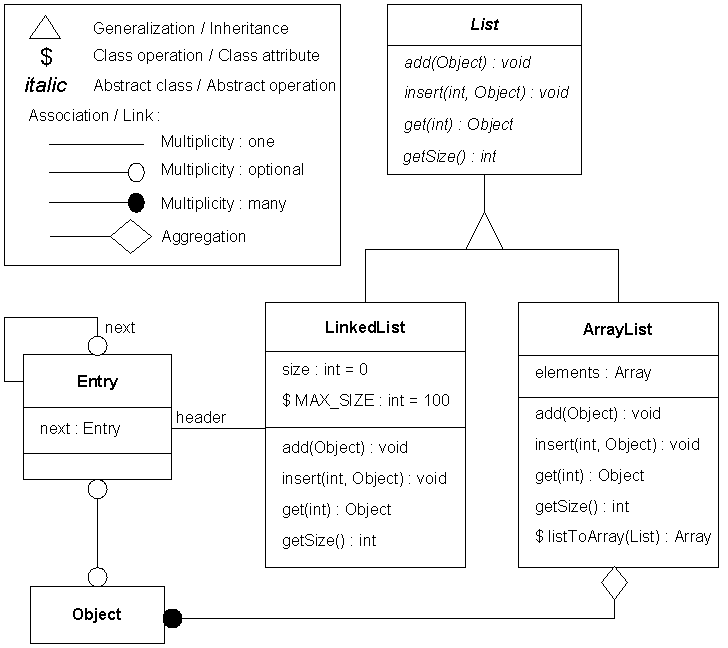
OMT object diagram

James Rumbaugh is bekend geworden door zijn werk op het gebied van de objectgeoriënteerd modelleren. In zijn tijd bij General Electric heeft hij onder andere:
- de objectgeoriënteerd programmeertaal DSM ontwikkeld, en
- de objectgeoriënteerde modelleernotie Object Modeling Technique (OMT) uitgevonden,
- en meegewerkt aan de ontwikkeling van de eerste grafische editers voor OTM.

Tezamen met Grady Booch en Ivar Jacobson heeft hij de Unified Modeling Language (UML) ontwikkeld. De drie Amigos, zoals ze vaak genoemd worden, traden in 1994 in dienst bij de Rational Software Corporation. Hier initieerde James Rumbaugh en zijn collega's de eerste ontwikkeling van de UML tot vanaf 1997 de Object Management Group (OMG) de standaardisering van de UML overnam.
Na de overname van de Rational Software Corporation door IBM in 2003 bleef Rumbaugh aan. Als medewerker van het kernteam voor de specificatie van de Unified Modeling Language 2.0 (UML2), heeft hij een belangrijke bijdrage geleverd aan deze ontwikkeling.